# 天河路 (广州)
天河路，广州市天河区一条呈东西走向的主干道。西起环市东路，经天河立交，往东至中山大道西，全长约2.2公里，宽60米。因通过原天河机场，故名天河路。道路两旁高楼林立，建有多个大型购物中心和电脑城。

## 历史
2023年1月11日17:25，天河路体育东路口发生一起小车碰撞行人的交通事故。事故造成5死13伤。

## 快速公交
天河路以及与其相连的中山大道是广州市最为繁华的商业区，购物中心、电脑城、公共设施众多，人流量大，其交通一直为人诟病，上下班高峰期车辆时速在20公里/小时以下。为解决交通堵塞，广州市政府投资7.2亿兴建中山大道快速公交试验线，在2010年2月10日投入运营。

## 著名建筑及地点
| 购物中心 - 维多利广场 - 天河城 - 正佳广场 - 广州购书中心 - 天河又一城 - 时尚天河 - 万菱汇 - 太古汇 - 天娱广场 - 摩登百货 | 电脑城 - 颐高数码广场 - 天河电脑城 - 太平洋数码广场 - 总统数码港 - 百脑汇 酒店 - 粤海喜来登酒店 - 总统大酒店 - 广武酒店 |

## 与之交汇道路

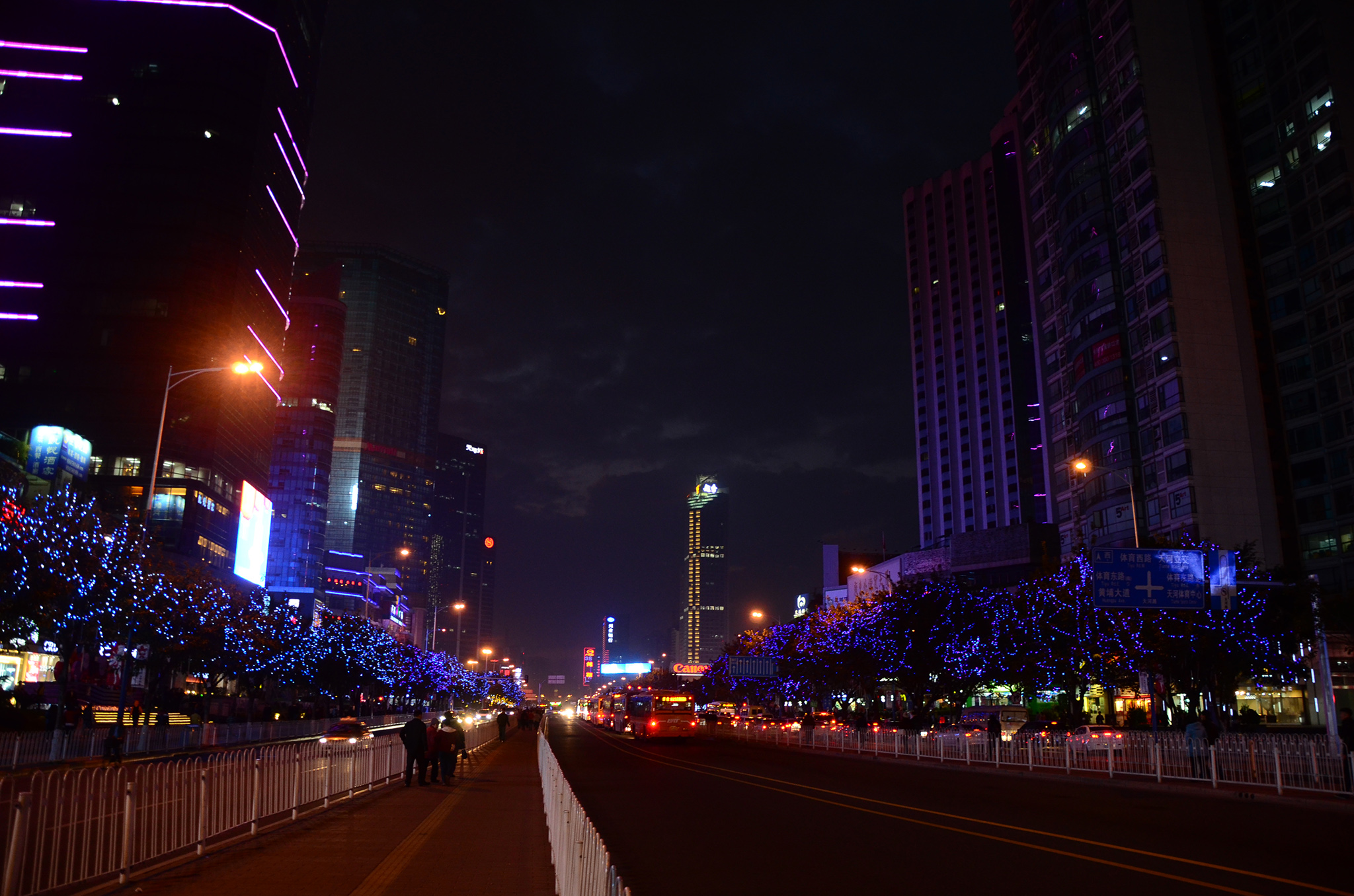
天河路夜景

顺序由西往东排列，粗体字为主干道。
- 环市东路、梅花路
- 水荫路
- 天河立交：广州大道中
- 广和路
- 体育西路
- 正佳大街
- 体育东路
- 天河东路
- 石牌西路
- 五山路
- 石牌东路
- 中山大道

## 公共交通
- 广州地铁1号线体育西路站、体育中心站
- 广州地铁3号线体育西路站、石牌桥站、岗顶站
- 珠江新城旅客自动输送系统天河南站、体育中心南站

均在邻近天河路位置设有出口。